# برج و هتل بین‌المللی ترامپ (باکو)
برج و هتل بین‌المللی ترامپ (انگلیسی: Trump International Hotel and Tower) یک هتل و برج مسکونی ۳۳ طبقهٔ تمام نشده واقع در بخش ناسیمی باکو، جمهوری آذربایجان است. ساخت آن در سال ۲۰۰۸ شروع شده و در آغاز قرار بود یک ساختمان آپارتمانی باشد. پروژه در مالکیت باکوی قرن بیست و یکم، از شرکت‌های وابسته به اعضای متعددی از خانواده ممدوف است که به خاطر فساد شهرت دارد.
بیزنسمن دونالد ترامپ در مه ۲۰۱۲ از طریق شرکتش سازمان ترامپ درگیر این پروژهٔ ناتمام شد. او در نوامبر ۲۰۱۴ با برنامه‌هایی برای افتتاح هتل و آپارتمان در ژوئن ۲۰۱۵ حضور خود در پروژه را اعلام کرد. پس از اعلام نامزدی برای ریاست جمهوری آمریکا در انتخابات سال ۲۰۱۶ خبرگزاری‌های مختلفی از درگیری او در این پروژه گزارش دادند و در خصوص فساد خانواده ممدوف سوالاتی طرح کردند.
خانواده ممدوف با خانواده ایرانی درویشی دارای ارتباطات مالی بوده‌است. این خانواده پیوندهایی با سپاه پاسداران انقلاب اسلامی دارد که از سوی دولت آمریکا به فعالیت مجرمانه متهم شده‌است.